# Moulin de Touvoie
Le moulin de Touvoie est situé à Rochecorbon (Indre-et-Loire). 
Il est inscrit au titre des monuments historiques par arrêté du 27 mai 1952.

## Historique
En août 1945, Jean Cocteau y tourne quelques scènes de son film : La belle et la bête avec Jean Marais et Josette Day, d’après l’œuvre de Madame de Beaumont. Le moulin étant censé représenter la demeure de « la Belle ».
Les façades, côtés et toitures des bâtiments d’habitation du moulin de Touvoie, la fontaine de Jouvence dans le jardin sont inscrits aux monuments historiques par arrêté du 27 mai 1952.